# طب الأم والجنين
طب الأم والجنين هو فرع من الطب يهتم بصحة الأم والجنين في حالات الحمل عالية الخطورة وتشمل العناية بالأم والجنين في هذه الحالة المتابعة المستمرة باستخدام الأشعة التلفزيونية وفحوص بزل السائل الأمنيوسي وفحص الزغابات المشيمية وإجراء العمليات الجراحية للجنين في عند اللزوم ويعتبر طب الأم والجنين فرعًا من فروع طب النساء والتوليد.
ويقضي الطبيب المتخصص بطب النساء والتوليد 3 سنوات إضافية للتدريب على إدارة وعلاج حالات الحمل عالية الخطورة ليصبح متخصصًا في مجال طب الأم والجنين. وبذلك يمكن له التعامل مع حالات الحمل المصحوبة بمشاكل صحية عديدة تؤثر على حالة الأم والجنين ومنها أمراض القلب والكلى والسكر والضغط وأمراض التجلط، بالإضافة إلى حالات الحمل المتعدد والتوأم والولادة المبكرة وتسمم الحمل، وحالات اختلال كروموسومات الجنين والتشوهات الخلقية والأمراض الجينية والعدوى.
يتسارع نمو مجال طب الأم والجنين وتحديدًا فيما يخص صحة الجنين. فتجرى العديد من الأبحاث والتجارب في مجال علاج أمراض الجنين الجينية والعلاج باستخدام الخلايا الجذعية، وذلك بهدف التوصل إلى طرق للتشخيص المبكر لأمراض الجنين،ولاتخاذ خطوات العلاج المبكر والتي قد تشمل إجراء جراحات للجنين أثناء الحياة الجنينية في بعض الحالات المرضية ومنها حالات التشوهات الخلقية بالقلب.
ويعد الحفاظ على حياة الأم والجنين والعمل على خفض معدلات الوفيات لكل منهما أحد أهم أهداف مجال طب الأم والجنين والعاملين به,
ويهدف مجتمع طب الأم والجنين بشكل عام إلى رفع مستوى نتائج الحمل بالنسبة لكل من الأم والجنين عن طريق منع حدوث الأمراض والتشخيص والعلاج المبكر في حالة حدوثها.
وقد قام المجلس الأمريكي لطب النساء والتوليد بضبط شروط ومتطلبات العمل والتدريب الخاص بمجال طب الأم والجنين. ويشترط أن يقضي الطبيب الراغب في التخصص بمجال طب الأم والجنين 12 شهر من ممارسة الطب السريري والتعامل مع حالات محاكية للواقع و18 شهرًا في الأنشطة البحثية. كما يشترط الحصول على شهادة في الدعم المتقدم للحياة القلبية تفيد بإتقان القيام بمجموعة من الإجراءات الطبية الطارئة المُتخذة من أجل العلاج الفوري لتوقف القلب والسكتة الدماغية.